# Giberto Borromeo
Giberto Bartolomeo Borromeo (Milano, 12 settembre 1671 – Novara, 22 gennaio 1740) è stato un cardinale italiano.

## Biografia
Nacque a Milano il 12 settembre 1671 da Renato II Borromeo, IV marchese di Angera, e Giulia Arese.
Papa Clemente XI lo elevò al rango di cardinale nel concistoro ordinario del 15 marzo 1717.
Morì a Novara il 22 gennaio 1740, giorno della festa patronale di San Gaudenzio, all'età di 68 anni.

## Genealogia episcopale
La genealogia episcopale è:
- Cardinale Scipione Rebiba
- Cardinale Giulio Antonio Santori
- Cardinale Girolamo Bernerio, O.P.
- Arcivescovo Galeazzo Sanvitale
- Cardinale Ludovico Ludovisi
- Cardinale Luigi Caetani
- Cardinale Ulderico Carpegna
- Cardinale Paluzzo Paluzzi Altieri degli Albertoni
- Cardinale Flavio Chigi
- Cardinale Giuseppe Archinto
- Cardinale Giberto Borromeo

## Ascendenza
|                                                 |                                        |                                            | Genitori                                     |  |  | Nonni |  |  | Bisnonni                            |  |  | Trisnonni                                 |  |
|                                                 |                                        |                                            |                                              |  |  |       |  |  | Renato I Borromeo, X conte di Arona |  |  | Giulio Cesare Borromeo, IX conte di Arona |  |
|                                                 |                                        |                                            |                                              |  |  |       |  |  | Renato I Borromeo, X conte di Arona |  |  | Giulio Cesare Borromeo, IX conte di Arona |  |
|                                                 |                                        | Margherita Trivulzio                       |                                              |  |  |       |  |  | Renato I Borromeo, X conte di Arona |  |  |                                           |  |
| Carlo III Borromeo, III marchese di Angera      |                                        |                                            |                                              |  |  |       |  |  | Renato I Borromeo, X conte di Arona |  |  |                                           |  |
|                                                 |                                        | Ersilia Farnese                            | Ottavio Farnese, II duca di Parma e Piacenza |  |  |       |  |  |                                     |  |  |                                           |  |
|                                                 |                                        | Ersilia Farnese                            | Ottavio Farnese, II duca di Parma e Piacenza |  |  |       |  |  |                                     |  |  |                                           |  |
|                                                 |                                        | Ersilia Farnese                            | …                                            |  |  |       |  |  |                                     |  |  |                                           |  |
| Renato II Borromeo, IV marchese di Angera       |                                        | Ersilia Farnese                            |                                              |  |  |       |  |  |                                     |  |  |                                           |  |
|                                                 |                                        | Ercole d'Adda, patrizio milanese           | Erasmo d'Adda, patrizio milanese             |  |  |       |  |  |                                     |  |  |                                           |  |
|                                                 |                                        | Ercole d'Adda, patrizio milanese           | Erasmo d'Adda, patrizio milanese             |  |  |       |  |  |                                     |  |  |                                           |  |
|                                                 |                                        | Ercole d'Adda, patrizio milanese           | Isabella Bottola                             |  |  |       |  |  |                                     |  |  |                                           |  |
| Isabella d'Adda                                 |                                        | Ercole d'Adda, patrizio milanese           |                                              |  |  |       |  |  |                                     |  |  |                                           |  |
|                                                 |                                        | Margherita d'Adda                          | Giacomo Bertolino d'Adda                     |  |  |       |  |  |                                     |  |  |                                           |  |
|                                                 |                                        | Margherita d'Adda                          | Giacomo Bertolino d'Adda                     |  |  |       |  |  |                                     |  |  |                                           |  |
|                                                 |                                        | Margherita d'Adda                          | Francesca Scarovigna                         |  |  |       |  |  |                                     |  |  |                                           |  |
| Giberto Borromeo                                |                                        | Margherita d'Adda                          |                                              |  |  |       |  |  |                                     |  |  |                                           |  |
|                                                 | Giulio Arese, I conte di Castel Lambro | Marco Antonio III Arese, patrizio milanese |                                              |  |  |       |  |  |                                     |  |  |                                           |  |
|                                                 | Giulio Arese, I conte di Castel Lambro | Marco Antonio III Arese, patrizio milanese |                                              |  |  |       |  |  |                                     |  |  |                                           |  |
|                                                 | Giulio Arese, I conte di Castel Lambro | Ippolita Clari                             |                                              |  |  |       |  |  |                                     |  |  |                                           |  |
| Bartolomeo III Arese, II conte di Castel Lambro | Giulio Arese, I conte di Castel Lambro |                                            |                                              |  |  |       |  |  |                                     |  |  |                                           |  |
|                                                 |                                        | Margherita Legnani                         | Ludovico Legnani                             |  |  |       |  |  |                                     |  |  |                                           |  |
|                                                 |                                        | Margherita Legnani                         | Ludovico Legnani                             |  |  |       |  |  |                                     |  |  |                                           |  |
|                                                 |                                        | Margherita Legnani                         | Caterina Scanzi                              |  |  |       |  |  |                                     |  |  |                                           |  |
| Giulia Arese                                    |                                        | Margherita Legnani                         |                                              |  |  |       |  |  |                                     |  |  |                                           |  |
|                                                 |                                        | Carlo Omodei, I marchese di Piovera        | Giangiacomo Omodei                           |  |  |       |  |  |                                     |  |  |                                           |  |
|                                                 |                                        | Carlo Omodei, I marchese di Piovera        | Giangiacomo Omodei                           |  |  |       |  |  |                                     |  |  |                                           |  |
|                                                 |                                        | Carlo Omodei, I marchese di Piovera        | Caterina Alemagna                            |  |  |       |  |  |                                     |  |  |                                           |  |
| Lucrezia Omodei                                 |                                        | Carlo Omodei, I marchese di Piovera        |                                              |  |  |       |  |  |                                     |  |  |                                           |  |
|                                                 |                                        | Beatrice Lurani                            | Giambattista Lurani                          |  |  |       |  |  |                                     |  |  |                                           |  |
|                                                 |                                        | Beatrice Lurani                            | Giambattista Lurani                          |  |  |       |  |  |                                     |  |  |                                           |  |
|                                                 |                                        | Beatrice Lurani                            | Costanza Casati                              |  |  |       |  |  |                                     |  |  |                                           |  |
|                                                 |                                        | Beatrice Lurani                            |                                              |  |  |       |  |  |                                     |  |  |                                           |  |